# Val Terbi
Val Terbi (toponimo francese) è un comune svizzero di 3 179 abitanti del Canton Giura, nel distretto di Delémont.

## Storia
Il comune di Val Terbi è stato istituito il 1º gennaio 2013 con la fusione dei comuni soppressi di Montsevelier, Vermes e Vicques e il 1º gennaio 2018 ha inglobato anche il comune soppresso di Corban; capoluogo comunale è Vicques.

## Geografia antropica

### Frazioni
Le frazioni di Val Terbi sono:
- Corban[4]
- Montsevelier[5]
- Vermes[6]
  - Envelier
- Vicques[7]
  - Recolaine

## Cultura
Sul territorio comunale sorge l'Osservatorio astronomico del Giura.

## Amministrazione
Comune politico e comune patriziale sono uniti nella forma del commune mixte.